# Алблассервард

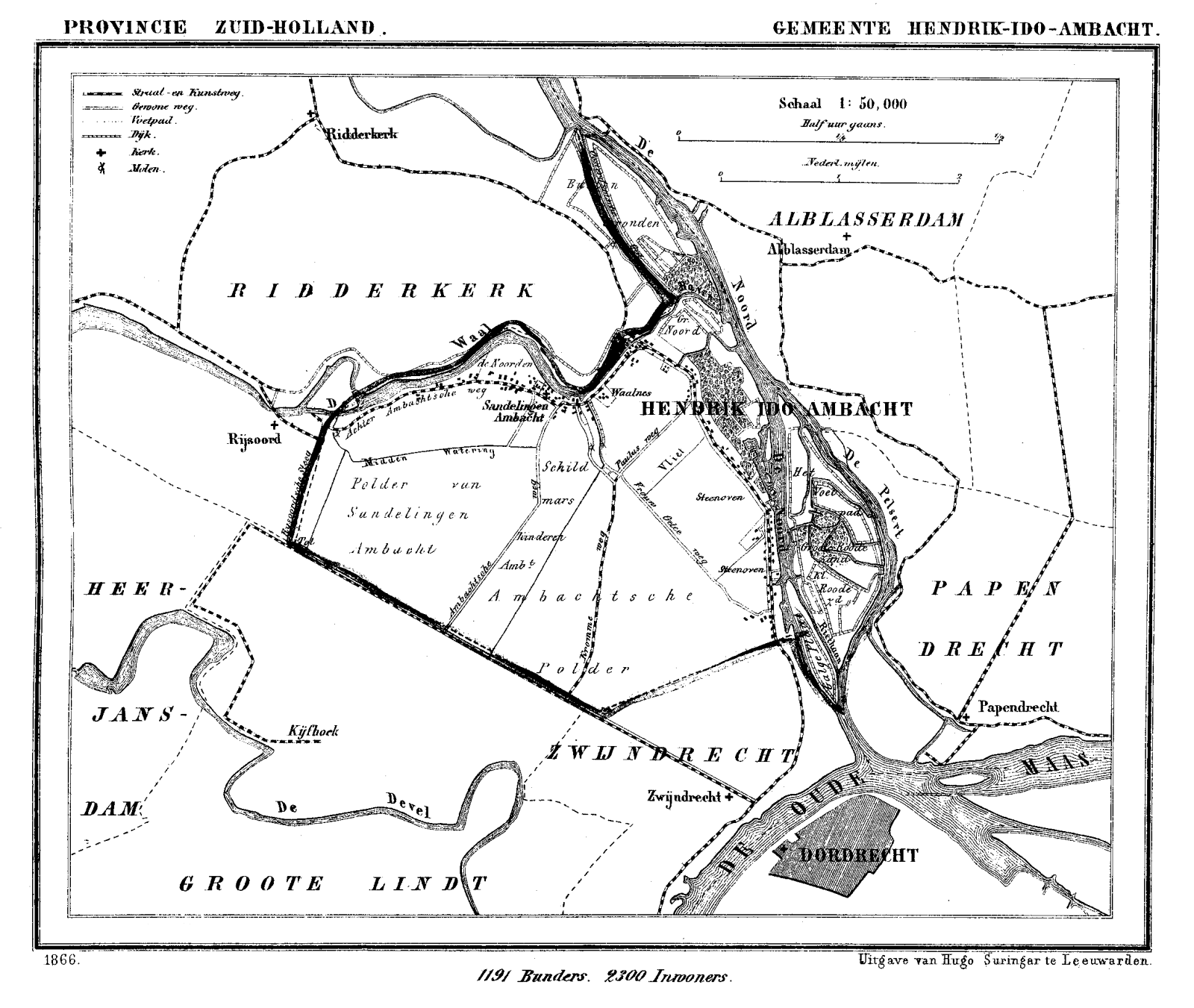
Мапа Алблассервалда у 1886 році

Алблассервард (нід. Alblasserwaard) — це польдер в провінції Південна Голландія, Нідерланди. У світі відомий Кіндердайкськими вітряками.

## Історія
Перші людські жителі Алблассерварда оселилися там після останнього льодовикового періоду, близько 10.000 років тому. Цей район не був вкритий льодом, але еолові відклади утворили підвищення, де згодом оселилися мисливці-збирачі. Це підтверджують археологічні дослідження.
Під час Середньовіччя було створено кілька нових каналів і дамб, що вберегти землі від повеней. Не дивлячись на це протягом історії області там все рівно відбулася велика кількість повеней, що пов'язано із великою кількістю річок навколо.
Під час Другої світової війни німецькі бомби дісталися і до Алблассерварда.
У 1953-у році частина земель була затоплена внаслідок повені в Північноморському басейні.

## Географія та населення
Альблассервард з усіх боків оточений річками: Лек на півночі, на заході Норд і Мерведе а півдні.
Область частково урбанізована, найбільше місто — Ґорінхем з населенням у 35,000 осіб та Папендрехт з більш ніж 30,000 мешканців.
Є 8 муніципалитетів:
- Алблассердам
- Ґіссенланден
- Ґорінхем
- Гардінксвелд-Ґіссендам
- Моленвард
- Папендрехт
- Слідрехт